# Paysage avec le père de Psyché sacrifiant au temple d'Apollon
Paysage avec le père de Psyché sacrifiant au temple d'Apollon est  un tableau peint à l'huile sur toile par le peintre français du baroque Claude Lorrain en 1663. Il se trouve dans la collection Fairhaven, appartenant au National Trust, conservée à Anglesey Abbey (Cambridgeshire).

## Historique de l'œuvre
Claude Lorrain est un peintre français établi en Italie. Appartenant à la période de l’art baroque, il s’inscrit dans le courant du classicisme français, dans lequel il excelle dans la peinture de paysage. Dans son œuvre, il reflète un nouveau concept dans l’élaboration du paysage en se basant sur des références classiques, le « paysage idéal », qui met en évidence une conception idéale de la Nature et du monde intérieur de l’artiste. Cette façon de traiter le paysage lui donne un caractère plus élaboré et intellectuel et devient l’objet principal de la création de l’artiste, de la mise en forme de sa conception du monde, de son interprétation de sa poésie, qui évoque un espace idéal et parfait.
Ce tableau est commandé par Angelo Albertoni, un riche dignitaire romain, père de Gasparo Albertoni, qui épouse Laura Altieri, nièce du pape Clément X, qui le nomme gouverneur du château Saint-Ange. Gasparo commande en 1675 un autre tableau à Claude pour faire pendant du précédent, Paysage avec l'arrivée d’Énée à Pallanteum, également conservé aujourd’hui par le National Trust à Anglesey Abbey. C’est pourquoi ces deux tableaux sont connus comme les Altieri.
Le tableau et son pendant appartiennent à la famille Altieri jusqu’en 1799, date à laquelle ils sont acquis par le collectionneur William Thomas Beckford pour 6.500 guinées, qui les vend à son tour en 1808 à Richard Hart Davis pour 12.000 guinées, presque le double, le record jusqu’alors pour la vente d’œuvres d’art. Par la suite, il est détenu par la famille Miles jusqu’en 1884, la famille Brassey jusqu’en 1940 et Edward de Kent, duc de Kent, jusqu’en 1947, date à laquelle il passe à la collection Fairhaven.
Le tableau est signé sur l’escalier de gauche : CLAVDIO GILLEE IV. FECIT. ROMA 1663. Il figure sous le nombre 157 dans le Liber Veritatis, le cahier de dessins où Claude faisait état de toutes ses œuvres pour éviter les falsifications, où se trouve l'inscription « quadro faict per il sigr Angelino ».
Quatre dessins préparatoires sont conservés au British Museum de Londres, à l’Ashmolean Museum d’Oxford, au Cabinet national des estampes de Rome et au musée Bonnat-Helleu de Bayonne.

## Sujet
Le thème est tiré des Métamorphoses d’Apulée (livre IV) : Psyché, personnification de l’âme, est la plus belle des filles d’un roi d’Anatolie, malgré cela, elle ne trouve pas de mari. Son père se rend alors à l’oracle du temple d’Apollon à Delphes, le moment représenté ici, qui l’enjoint d’habiller sa fille pour un mariage et de l’abandonner sur un rocher, où elle serait capturée par un monstre horrible. Une fois là et après s’être retrouvée seule, Psyché est conduite par le vent dans le jardin du palais d’Éros (Cupidon) ; les deux tombent amoureux l’un de l’autre. Ce thème a été traité par autres artistes, comme Raphaël  (Villa Farnesina) ou Bernardo Castello (palais Giustiniani, Udine).

## Description et analyse

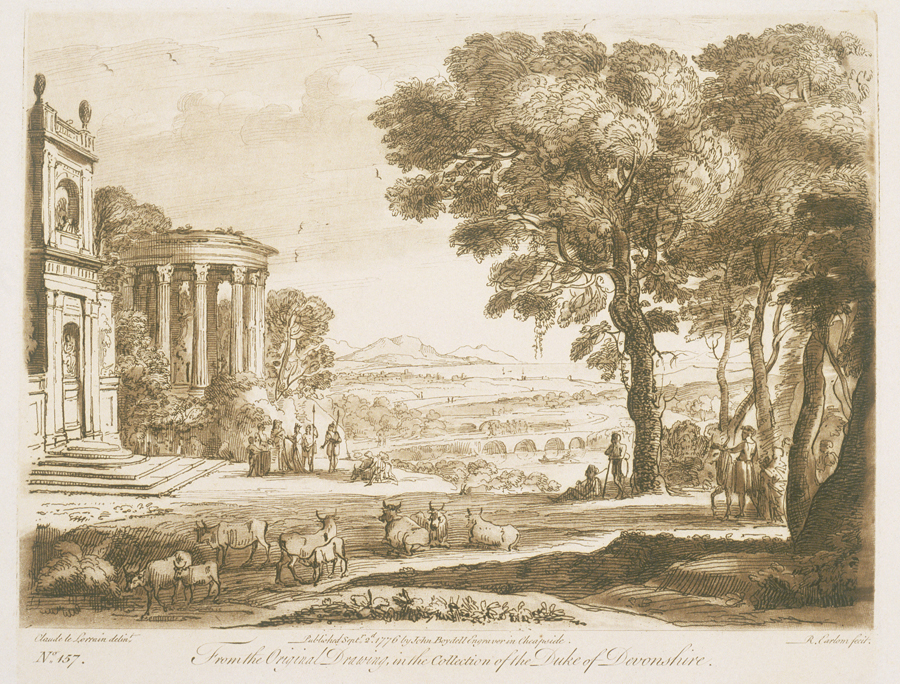
Dessin 157 du Liber Veritatis correspondant à ce tableau.

Cette œuvre appartient à la période de maturité de l’artiste. Dans les années 1660, Claude abandonne la sévérité classique et s’insère dans un terrain plus personnel et subjectif, reflétant un concept de la nature que certains chercheurs qualifient de romantique avant-la-lettre.
Comme d’habitude dans la production de Claude, cette œuvre présente un paysage idyllique de la campagne romaine avec quelques éléments architecturaux et des figures humaines de petite taille. Sur le côté gauche apparaît le temple d’Apollon à Delphes, de facture plutôt Renaissance, devant lequel se trouve un autel où le père de Psyché offre des sacrifices aux côtés d’autres personnages. Un peu plus loin, on voit un tholos, un temple circulaire, apparemment en ruines. Sur le côté droit, au pied de grands et majestueux arbres, des bergers observent la scène, tandis que dans la partie inférieure du tableau, des bœufs paissent. Au fond, dans la partie centrale, une rivière est traversée par un pont, derrière lequel se succèdent des champs jusqu’à un paysage montagneux au lointain. Le ciel est sillonné de nuages.
La composition du tableau reprend de façon inversée celle de Vue de Delphes avec procession (1650, Galerie Doria-Pamphilj, Rome). Pour la critique, c’est l’un des chefs-d’œuvre de Claude et, avec son pendant, la première œuvre montrant un style plus serein de l’artiste dans la phase finale de sa carrière.

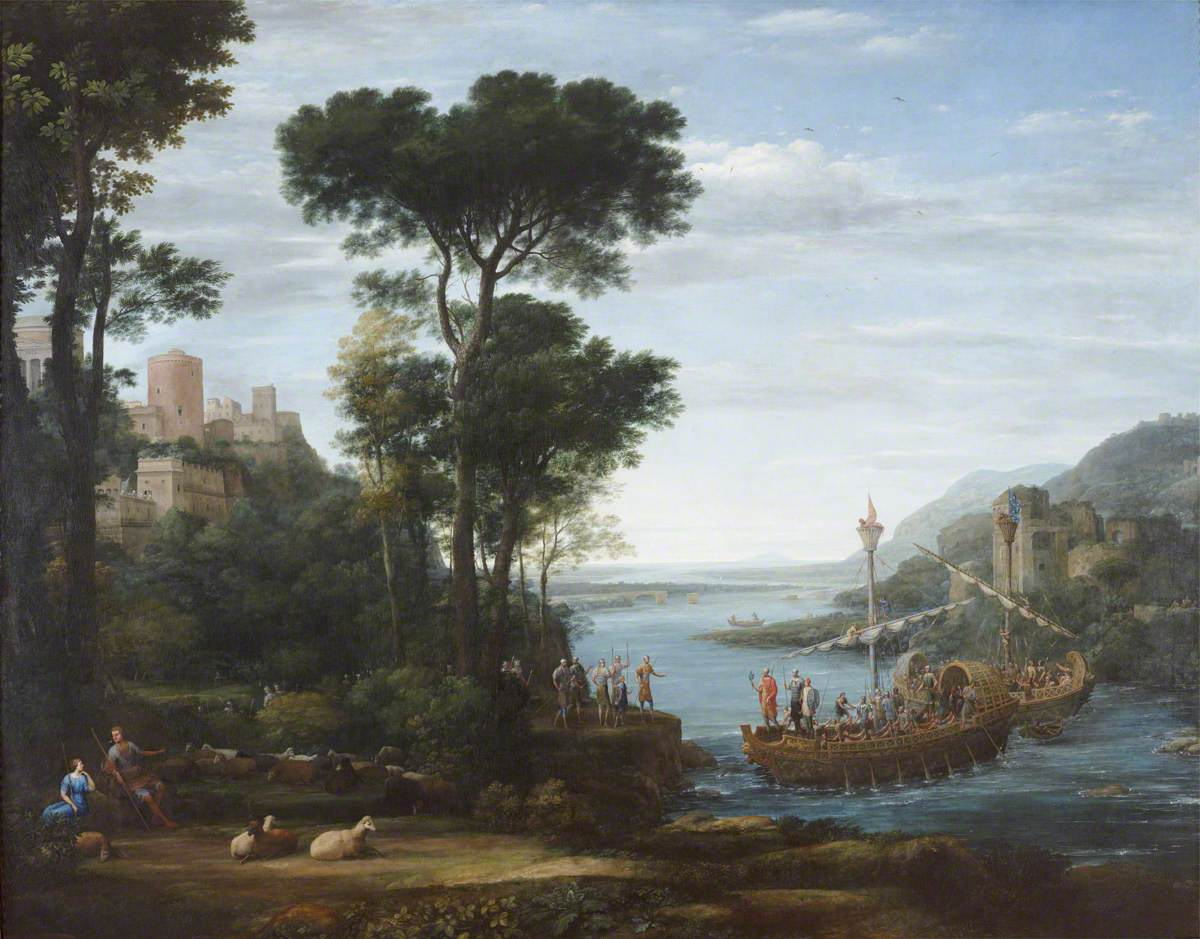
Paysage avec l'arrivée d’Énée à Pallanteum, son pendant.
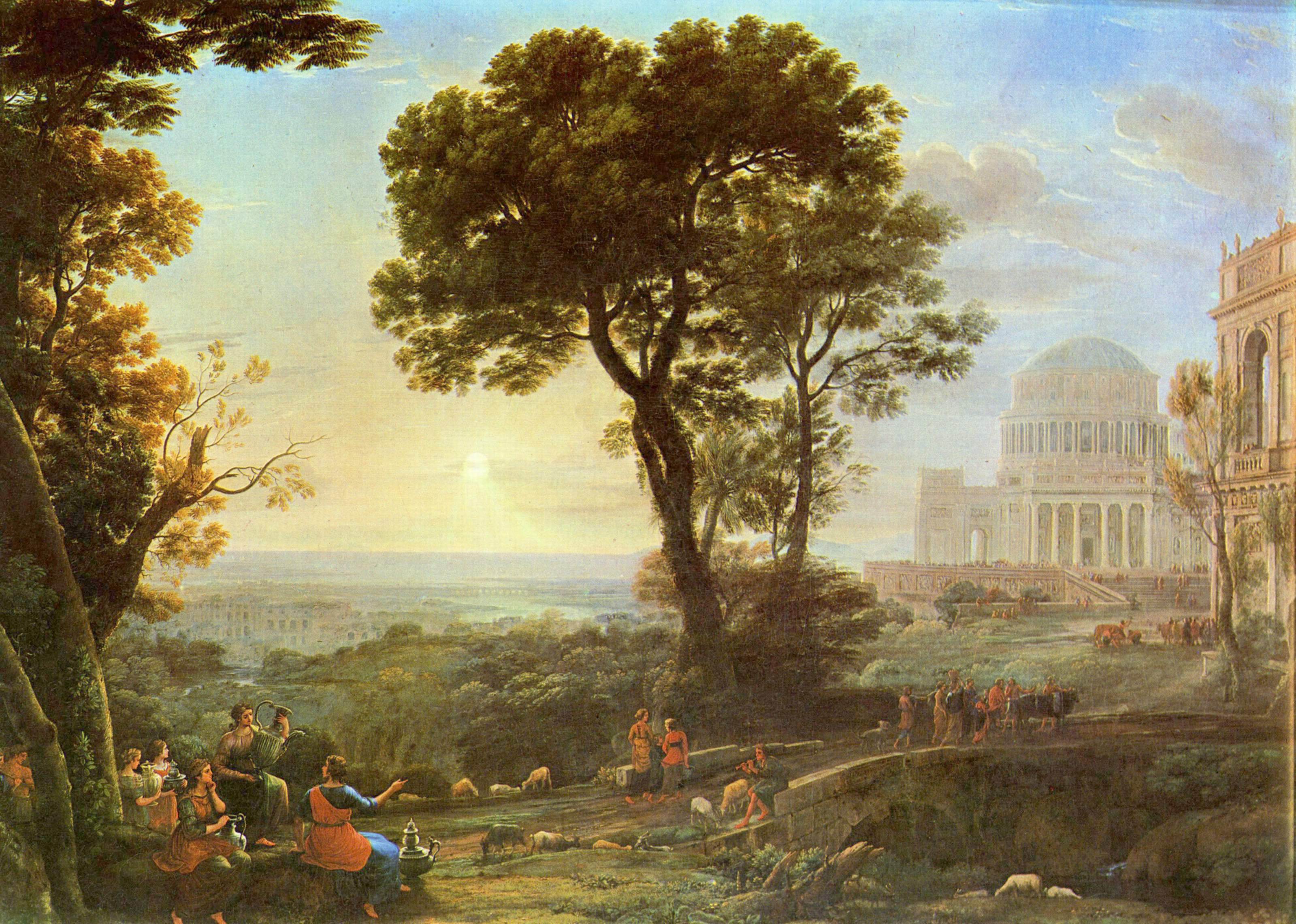
Vue de Delphes avec procession à la composition inversée.